# Hôtel de Comans d'Astry
Hôtel de Comans d'Astry (též Hôtel de Richelieu, jehož je součástí) je městský palác v Paříži, který leží na ostrově sv. Ludvíka. Části budovy jsou od roku 1926 chráněny jako historická památka.

## Poloha
Palác se nachází ve 4. obvodu na jižním nábřeží ostrova sv. Ludvíka na adrese 18, Quai de Béthune v sousedství paláce Lefebure de la Malmaison.

## Historie
Výstavba paláce z roku 1643 je připisována architektům Louisovi Le Vau nebo Pierrovi Le Muet. Palác si nechal postavit královský rada Thomas de Comans d'Astry. V 17. století si ho za rezidenci zvolil Louis François Armand de Vignerot du Plessis, prasynovec kardinála Richelieu.
Do své smrti bydlel v paláci spisovatel Francis Carco (1886–1958).
Portál a fasáda do dvora byly v roce 1926 zapsány na seznam historických památek. Vstupní hala a fasáda do ulice je chráněná od roku 1999.